# 顏元叔
顏元叔（1933年7月3日—2012年12月26日），湖南茶陵人，父親黃埔軍校一期生顏逍鵬。1933年生於中華民國南京市，1956年臺灣大學外文系畢業，1958年赴美國留學，獲得美國威斯康辛大學英美文學博士學位。在臺大外文系主任任內成立臺灣第一個“比較文學博士班”，1972年6月創辦《中外文學》及《淡江評論》等雜誌。

## 生平
顏元叔是台灣著名的散文家及英語教育家，其筆鋒犀利、議論風發，敢向夏志清等論戰。
2012年6月，顏元叔在上海跌倒，回臺灣檢查才知道自己罹患肝癌第四期。2012年12月26日，顏元叔因呼吸衰竭逝世，享壽80歲。2013年1月24日，中華民國總統馬英九公布顏元叔褒揚令。2013年1月27日，臺大外文系於臺北市第二殯儀館懷源廳舉辦顏元叔公祭。

## 著作
著有《文學的玄想》、《文學批評散論》、《文學經驗》、《翻譯與創作》、《何謂文學》、《談民族文學》、《文學的史與評》、《社會寫實文學及其他》、《英國文學-中古時期》、《莎士比亞通論》四巨冊。散文類有《顏元叔自選集》、《顏元叔散文精選》、《人間煙火》、《玉生煙》、《鳥呼風》、《笑與嘯》、《草木深》、《離臺百日》、《平庸的夢》、《時神漠漠》、《憤慨的梅花》、《飄失的翠羽》、《走入那一片蓊鬱》、《五十回首：水頭村的童年》、《善用一點情：寫給青年人》、《夏樹是鳥的莊園》、《臺北狂想曲》、《一片冰心在沸騰》等。譯有《西洋文學批評史》、《美國劃時代作品評論集》、《開天闢地：西洋文明的變遷》等。
編有《淡江西洋現代戲劇譯叢》、《西洋文學術語叢刊》、《西洋文學導讀》、《西洋文學辭典》、《時代英英英漢雙解大辭典》、《萬人現代漢英辭典》、《萬人通用英漢辭典》、《萬人最新英漢辭典》、《英文字彙用法字典》、《英文閱讀精選》、《即解英文法手冊》、《90年代英美澳俗俚語手冊》、《英文文法手冊》、《漢譯英美諺語手冊》、《新世紀英文文法手冊》、《生活美語會話一把罩》、《實戰新聞英語閱讀文法》、《實戰商用英語閱讀文法》、《實戰大學英語閱讀文法》、《實戰高中英語閱讀文法》、《實戰國中英語閱讀文法》、《字源趣談》、《家庭美語手冊》、《家庭美語情境會話》、《生活美語會話e點靈》、《高中英語模範作文》、《話說臺灣英語通》、《寶島時空》等。

## 外部連結
- 文學批評先驅 顏元叔上月病逝 （页面存档备份，存于）
- 顏元叔教授告別式[永久]
- 顏元叔褒揚令 （页面存档备份，存于）